# ماوريتس دي شريفر
ماوريتس دي شريفر (مواليد 26 يونيو 1951) هو لاعب كرة قدم. يلعب مع منتخب بلجيكا لكرة القدم. سبق له أن لعب في كأس العالم لكرة القدم مع منتخب بلاده.

## روابط خارجية
- ماوريتس دي شريفر على موقع الاتحاد الدولي (مؤرشف)  (الإنجليزية)
- ماوريتس دي شريفر على موقع الاتحاد البلجيكي (الإنجليزية)
- ماوريتس دي شريفر على موقع قاعدة بيانات كرة القدم.إي يو (الإنجليزية)
- ماوريتس دي شريفر على موقع ناشيونال فوتبول تيمز (الإنجليزية)
- ماوريتس دي شريفر على موقع عالم كرة القدم.نت (الإنجليزية)